# HMS Echo (H23)
HMS Echo (H23) là một tàu khu trục lớp E được Hải quân Hoàng gia Anh Quốc chế tạo vào đầu những năm 1930. Trong Chiến tranh Thế giới thứ hai, nó đã phục vụ trên các mặt trận Đại Tây Dương, Bắc Cực và Địa Trung Hải cho đến khi được chuyển cho Hải quân Hoàng gia Hy Lạp vào năm 1944. Được đổi tên thành Navarinon, nó tiếp tục hoạt động cho đến khi bị tháo dỡ vào năm 1956.

## Thiết kế và chế tạo
Echo được đặt hàng vào ngày 1 tháng 11 năm 1932 trong Chương trình Chế tạo Hải quân 1931. Nó được đặt lườn vào ngày 20 tháng 3 năm 1933 tại xưởng tàu của hãng William Denny and Brothers ở Dumbarton; được hạ thủy vào ngày 16 tháng 2 năm 1934 và hoàn tất vào ngày 22 tháng 10 cùng năm với chi phí 247.009 Bảng Anh.

## Lịch sử hoạt động
Echo đóng một vai trò nhỏ trong bộ phim Q Planes, công chiếu vào tháng 3 năm 1939.
Vào tháng 1 năm 1940 Echo được bố trí cùng Chi hạm đội Khu trục 12 tại Scapa Flow cho vai trò hộ tống tàu rải mìn và tuần tra. Đến tháng 5, nó được bố trí để hỗ trợ cho Chiến dịch Na Uy. Đến tháng 8, nó hộ tống các con tàu của Hải đội Rải mìn một trong nhiều hoạt động, và vào ngày 28 tháng 8, được cho tách ra để hoạt động cùng lực lượng Pháp tự do trong Chiến dịch Menace, một dự định chiếm đóng Dakar. Sau khi chiến dịch bị hủy bỏ vào ngày 25 tháng 9, nó hộ tống cho thiết giáp hạm Barham bị hư hại đi đến Freetown, và ở lại đây cho nhiệm vụ hộ tống vận tải tại chỗ, chỉ gia nhập trở lại Chi hạm đội vào cuối tháng 10.
Vào ngày 21 tháng 5, Echo cùng năm tàu khu trục khác được bố trí để hộ tống chiếc tàu chiến-tuần dương Hood cùng thiết giáp hạm Prince of Wales trên đường đi đến eo biển Đan Mạch để truy tìm các tàu chiến Đức Prinz Eugen và Bismarck. Đến ngày 25 tháng 5, một ngày sau khi diễn ra Trận chiến eo biển Đan Mạch, nó hộ tống cho chiếc Prince of Wales bị hư hại quay trở lại Iceland. Vào cuối tháng 7, nó nằm trong thành phần khu trục hộ tống cho Lực lượng P, bao gồm các tàu sân bay Furious và Victorious cùng các tàu tuần dương Devonshire và Suffolk, trong cuộc bắn phá Kirkenes và Petsamo (Chiến dịch EF). Từ giữa tháng 8, nó được tái trang bị tại xưởng tàu Harland and Wolff ở North Woolwich, rồi gia nhập trở lại Chi hạm đội vào ngày 4 tháng 11.
Từ ngày 8 tháng 12, Echo và Escapade đã cùng tàu tuần dương Edinburgh hộ tống Đoàn tàu Vận tải PQ 6 đi sang Nga đến bán đảo Kola. Đến nơi vào ngày 19 tháng 12, nó được cho tách ra để hộ tống một tàu buôn Nga đi đến Murmansk. Nó bị hai máy bay ném bom Đức Junkers Ju 88 tấn công, nhưng được hỗ trợ nhờ sự có mặt kịp thời của các máy bay tiêm kích Hurricane của Nga cùng Edinburgh. Sau đó nó hộ tống Đoàn tàu Vận tải QP 4 quay trở về, về đến Scapa Flow vào ngày 10 tháng 1 năm 1942.
Echo quay trở lại Scapa Flow làm nhiệm vụ phòng thủ chống tàu ngầm cho các đoàn tàu đi lại giữa Anh và Iceland. Đến giữa tháng 6, nó được tái trang bị tại một xưởng tàu trên sông Humber, quay trở lại Scapa Flow vào ngày 22 tháng 8, để gia nhập Chi hạm đội Khu trục 8. Vào ngày 2 tháng 9, nó được bố trí để hộ tống Đoàn tàu Vận tải PQ 18 đi sang Nga; tiếp nối bởi các chuyến vận tải Bắc Cực khác: Đoàn tàu QP 15 quay trở về vào tháng 11, đoàn tàu JW 51A vào tháng 12 năm 1942, và Đoàn tàu JW 52 vào tháng 1 năm 1943.
Vào tháng 2, Echo bắt đầu một đợt tái trang bị khác tại một xưởng tàu trên sông Humber, rồi gia nhập trở lại Chi hạm đội Khu trục 8 vào tháng 6, và lên đường đi sang Gibraltar vào ngày 17 tháng 6. Sang đầu tháng 7, hải đội được điều chuyển đến Alexandria nhằm chuẩn bị cho Chiến dịch Husky, cuộc đổ bộ chiếm đóng Sicily của Đồng Minh. Vào ngày 13 tháng 7 năm 1943, với sự giúp đỡ của HMS Ilex, nó đánh chìm tàu ngầm Ý Nereide về phía Đông Nam eo biển Messina. Đi đến Sicily vào ngày 16 tháng 9, nó lập tức được bố trí để hỗ trợ các hoạt động nhằm tái chiếm các đảo nhỏ trong biển Aegean. Ngày hôm sau, nó cùng Intrepid tấn công chiếc tàu săn tàu ngầm UJ-2104 của Đức ngoài khơi Stampalia, buộc nó phải tự mắc cạn và bỏ tàu.
Vào ngày 5 tháng 4 năm 1944, Echo được cho xuất biên chế khỏi Hải quân Hoàng gia để chuyển cho Hy Lạp. Nó hoạt động cùng Hải quân Hoàng gia Hy Lạp dưới tên Navarinon (tiếng Hy Lạp: Ναυαρίνον) cho đến năm 1956, khi nó được hoàn trả cho Anh Quốc vào ngày 8 tháng 3, và được bán để tháo dỡ sau đó.